# فرودگاه آوابا
فرودگاه آوابا (به انگلیسی: Awaba Airport) یک فرودگاه همگانی با کد یاتا AWB است . این فرودگاه در کشور پاپوآ گینه نو قرار دارد و در ارتفاع ۱۸ متری از سطح دریا واقع شده‌است.

## شرکت‌های هواپیمایی و مقصدهای پروازی
| شرکت‌های هواپیمایی | مقصدهای پروازی |
| ----------------- | -------------- |
| Airlines PNG      | دارو، Sasereme |